# Scott (condado de Burnett, Wisconsin)
Scott es un pueblo ubicado en el condado de Burnett en el estado estadounidense de Wisconsin. En el Censo de 2010 tenía una población de 494 habitantes y una densidad poblacional de 5,58 personas por km².

## Geografía
Scott se encuentra ubicado en las coordenadas 45°55′57″N 92°5′11″O / 45.93250, -92.08639. Según la Oficina del Censo de los Estados Unidos, Scott tiene una superficie total de 88.53 km², de la cual 71.74 km² corresponden a tierra firme y (18.97%) 16.79 km² es agua.

## Demografía
Según el censo de 2010, había 494 personas residiendo en Scott. La densidad de población era de 5,58 hab./km². De los 494 habitantes, Scott estaba compuesto por el 96.76% blancos, el 1.01% eran afroamericanos, el 0.81% eran amerindios, el 0% eran asiáticos, el 0.2% eran isleños del Pacífico, el 0% eran de otras razas y el 1.21% pertenecían a dos o más razas. Del total de la población el 0% eran hispanos o latinos de cualquier raza.